# Кобилін (Підляське воєводство)
Кобилін (пол. Kobylin) — село в Польщі, у гміні Пйонтниця Ломжинського повіту Підляського воєводства.
Населення — 114 осіб (2011).
У 1975-1998 роках село належало до Ломжинського воєводства.

## Демографія
Демографічна структура станом на 31 березня 2011 року:
|          | Загалом | Допрацездатний вік | Працездатний вік | Постпрацездатний вік |
| -------- | ------- | ------------------ | ---------------- | -------------------- |
| Чоловіки | 62      | 17                 | 33               | 12                   |
| Жінки    | 52      | 11                 | 28               | 13                   |
| Разом    | 114     | 28                 | 61               | 25                   |